# Высшая профсоюзная школа культуры
Высшая профсоюзная школа культуры — высшее учебное заведение (высшая профсоюзная школа) в Ленинграде, существовавшее в 1926—1991 годах. Готовила работников для профессиональных клубных и туристско-экскурсионных учреждений, а также для культурных отделов советов и комитетов профсоюзов и других профсоюзных органов. За годы деятельности подготовила около 25 тысяч специалистов.

## История
Основана в 1926 году как школа Ленинградского губернского совета профессиональных союзов (Ленгубсовпрофа).
В 1936 году передана в ведение ВЦСПС.
В 1948 году получила аккредитацию как высшее учебное заведение и действующее наименование.
Издавала учебно-методическую научную литературу. В учебной и исследовательской работе было сосредоточено 250 преподавателей и научных сотрудников, из которых свыше 160 составляли доктора и кандидаты наук. Библиотека ВПШК содержала 320 тысяч единиц хранения.
В 1989 году в ночь с 30 на 31 марта случился пожар в общежитии ВПШК на ул. Ленсовета 29. Погибло трое студентов (Макеев Вячеслав, Валерий Дурандин), много пострадавших.
По состоянию на 1989—1990 учебный год в ВПШК училось свыше 2,8 тыс. слушателей (очно свыше 1,1 тыс. человек). Выпускникам присваивалась квалификация организатор-методист культурно-массовой работы высшей квалификации.
В 1991 году на основе ВПШК был образован Санкт-Петербургский гуманитарный университет профсоюзов.

## Структура
факультеты
- Педагогики
- Культурно-воспитательной работы
- Организаторов народного творчества
- Экономики социально-культурной сферы
- Вечерний
- Заочный

другие подразделения
- 18 кафедр
- Научно-исследовательский сектор
- Всесоюзный центр повышения квалификации и переподготовки профессиональных работников.

## Филиалы
Имела филиал во Владивостоке, а также учебно-консультационные пункты в Красноярске, Донецке, Алма-Ате.

## Награды
- Орден «Знак Почёта» (1976)[2].

## Интересные факты
- В обиходе петербуржцев аббревиатура ВПШК в шутку толкуется как Ваш Последний Шанс Коллега[3].